# Liolaemus abdalai
Liolaemus abdalai — вид ігуаноподібних ящірок родини Liolaemidae. Ендемік Аргентини. Описаний у 2012 році.

## Поширення і екологія
Liolaemus abdalai відомі за кількома зразками, зібраними в провінції Неукен. Вони живуть в помірних лісах Патагонії. Зустрічаються на висоті від 300 до 1000 м над рівнем моря.